# Posi-Tone Records
Posi-Tone Records ist ein US-amerikanisches Jazz-Musiklabel. Es wurde 1994 in Los Angeles vom Musikproduzenten Marc Free gegründet.

## Strukturen
Ökonomisch rechnet sich das Unternehmen Posi-Tone dadurch, dass die gesamte Wertschöpfung möglichst von eigenen Mitarbeitern abgedeckt wird. Vertikale Integration, also Tontechnik, Aufnahme, Marketing und Produktion der Tonträger in eigener Hand, ohne Anteile an weitere Beteiligte abzugeben, erlaubte es die Jahresproduktion von fünf CDs (1995) auf mehr als das Dreifache (2012) zu steigern. Partnerschaften mit den Musikern, die bei Konzerten in eigenem Interesse CDs verkaufen, haben nicht geringen Anteil am Erfolg des Unternehmens. Die ersten fünf Alben des Labels kamen 1995 heraus.

## Künstler
Auf Posi-Tone Records wurden Alben von Ehud Asherie, David Binney, Ed Cherry, Steve Davis, Donald Dean, Michael Dease, Shauli Einav, Wayne Escoffery, John Escreet, Orrin Evans, Alan Ferber, Jared Gold, Art Hirahara, Joe Magnarelli, Jeremy Manasia, Sarah Manning, Sam Rivers, Jim Rotondi, Walt Weiskopf, Sam Yahel veröffentlicht.

## Belege
1. ↑  Posi-Tone Records: Creating a New Iconic Catalogue, All About Jazz vom 16. Februar 2011, abgerufen am 29. August 2015.
2. ↑  Six Creative Presenters Finding New Audiences For Jazz, National Public Radio Jazz vom 9. Juni 2012, abgerufen am 29. August 2015.
3. ↑  Record Label Profiles: Posi-Tone Records (Memento vom 9. Oktober 2013 im Internet Archive), All About Jazz vom 29. Mai 2009, abgerufen am 29. August 2015
4. ↑  Albenliste samt Plattencoverbildern